# Миронова, Варвара Андреевна
Миронова Варвара Андреевна (род. 5 декабря 1969 года, Москва) — российский ученый-географ, специалист в области медицинской географии и экологической паразитологии, старший научный сотрудник географического факультета Московского государственного университета имени М. В. Ломоносова. Кандидат географических наук.
Известна научными работами по изучению и составлению прогнозов распространения малярии и некоторых других природно-очаговых болезней на территории России.

## Биография
В 1992 году окончила географический факультет Московского государственного университета имени М. В. Ломоносова по специальности «География» со специализацией «Биогеография». В дальнейшем обучалась в аспирантуре на кафедре биогеографии географического факультета МГУ.
В 2006 году защитила в МГУ имени М. В. Ломоносова диссертацию на соискание ученой степени кандидата географических наук по теме «Географические предпосылки восстановления малярии в различных экосистемах: оценка и прогноз».

### Научная деятельность
- 2001—2006 — младший научный сотрудник кафедры биогеографии географического факультета МГУ имени М. В. Ломоносова.
- С 2003 — действительный член Русского географического общества.
- 2006—2014 — научный сотрудник кафедры биогеографии географического факультета МГУ имени М. В. Ломоносова.
- С 2012 — ученый секретарь комиссии медицинской географии и экологии человека Московского центра Русского географического общества.
- С 2014 — старший научный сотрудник кафедры биогеографии географического факультета МГУ имени М. В. Ломоносова.

## Научные работы
Область научных интересов — медицинская география, картографирование природноочаговых и природноэндемичных болезней, экологическая паразитология.
Автор более 60 научных работ, в том числе является соавтором Медико-географического атласа России «Природноочаговые болезни» и Экологического атласа России. Также является автором энциклопедических статей в Большой Российской Энциклопедии.
Избранные научные работы:
- Malkhazova S., Mironova V., Shartova N., Orlov D. Mapping Russia’s Natural-Focal Diseases. History and Contemporary Approaches / Springer International Publishing, 2019. 201 p.
- Mironova V. et al. Effects of Climate Change and Heterogeneity of Local Climates оn the Development of Malaria Parasite (Plasmodium vivax) in Moscow Megacity Region // International Journal of Environmental Research and Public Health. 2019. No. 16.
- Малхазова С. М., Миронова В. А., Пестина П. В., Прасолова А. И. География новых и возвращающихся природно-очаговых болезней в России // Доклады Академии наук. 2019. Т. 488. № 2. С. 202—206.
- Медико-географический атлас России «Природноочаговые болезни». 2-е издание / Кол. авторов; под ред. С. М. Малхазовой. М.: МГУ, 2017. 216 с.
- Малхазова С. М., Миронова В. А. Природноочаговые болезни в России // Природа. 2017. № 4. С. 37-47.
- Malkhazova S. M., Mironova V. A., Kotova T. V., Shartova N. V., Orlov D. S. Natural-focal diseases: mapping experience in Russia // International Journal of Health Geographics. 2014. No. 13. 21 p.
- Миронова В. А., Орлов Д. С. Маляриогенный потенциал Европейской части России и оценка риска восстановления местной передачи трехдневной малярии // Вопросы географии. Сборник 134: Актуальная биогеография. М.: РГО, 2012. С. 349—365.
- Миронова В. А. Географические предпосылки восстановления малярии в Московском регионе // Биогеография в Московском университете. М.: ГЕОС, 2008. С. 315—323.
- Миронова В. А. Тенденции изменения климата и малярия в Московском регионе // Медицинская паразитология и паразитарные болезни. 2006. № 4. С. 20-25.
- Миронова В. А. Климатические предпосылки малярии в эпоху глобального потепления // Биогеография. Материалы РГО. Вып. 12. М.: РГО, 2004. С. 42-49.

## Награды и премии
- Премия «Хрустальный Компас» (2021; в составе коллектива авторов за Медико-географический атлас России "Целебные источники и растения").
- Премия «Хрустальный Компас» (2018; в составе коллектива авторов за Экологический атлас России)
- Премия по программе развития МГУ имени М. В. Ломоносова (2019; в составе коллектива авторов за электронное учебное пособие "Биогеографическая характеристика природных зон России и сопредельных территорий")
- Премия Русского географического общества (2016; в составе коллектива авторов за Медико-географический атлас России "Природноочаговые болезни")
- Премия по программе развития МГУ имени М. В. Ломоносова (2016)